# Copidognathus tricorneatus
Copidognathus tricorneatus is een mijtensoort uit de familie van de Halacaridae. De wetenschappelijke naam van de soort is voor het eerst geldig gepubliceerd in 1938 door Viets.